# Chaetomitrium lauterbachii
Chaetomitrium lauterbachii är en bladmossart som beskrevs av Brotherus in Schumann och Lauterbach 1900. Chaetomitrium lauterbachii ingår i släktet Chaetomitrium och familjen Hookeriaceae. Inga underarter finns listade i Catalogue of Life.